# Station Agay
Station Agay is een spoorwegstation in de Franse gemeente Saint-Raphaël, gelegen in de plaats Agay aan de spoorlijn spoorlijn Marseille-Saint-Charles - Ventimiglia.